# Nikolai Platonowitsch Patruschew

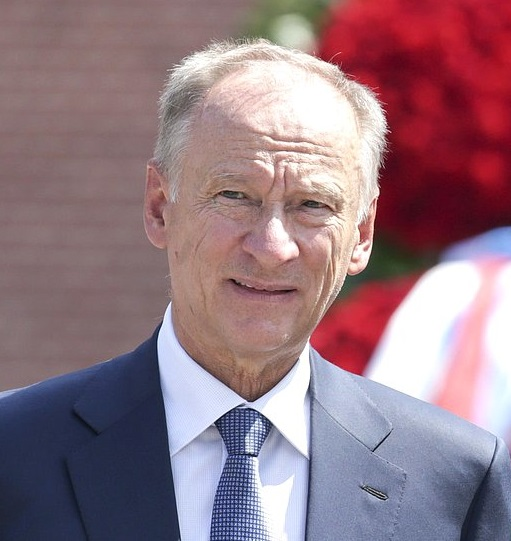
Nikolai Patruschew (2019)

Nikolai Platonowitsch Patruschew (russisch Николай Платонович Патрушев, wiss. Transliteration: Nikolaj Platonovič Patrušev; * 11. Juli 1951 in Leningrad) ist ein russischer Offizier. Er war vom August 1999 bis 2008 Leiter des Inlandsgeheimdienstes FSB und von 2008 bis Mai 2024 Sekretär des Sicherheitsrates der Russischen Föderation. Patruschew gehört somit den Silowiki an – dem Kreis um Präsident Wladimir Putin, der aus dem Militär- und Sicherheitsapparat stammt. Innerhalb dessen wiederum gilt Patruschew als radikaler, EU-feindlicher Hardliner.

## Leben
Patruschew war von 1992 bis 1994 Sicherheitsminister und Leiter der Abteilung des föderalen Dienstes für Spionageabwehr der Republik Karelien. Bereits in den 1970er-Jahren hatte Patruschew Wladimir Putin, den späteren russischen Präsidenten, kennen gelernt und soll der Autorin Catherine Belton zufolge schon damals eng mit ihm zusammengearbeitet haben.
1999 wurde Patruschew als Nachfolger von Wladimir Putin Leiter des FSB. 2006 soll er in dieser Funktion den Mord an dem russischen Nachrichtendienstler und Putin-Kritiker Alexander Litwinenko mutmaßlich durch zwei FSB-Agenten gebilligt haben.
Von 2008 bis 2024 war Patruschew Sekretär des Sicherheitsrats der Russischen Föderation. Anschließend, im Jahr 2024, erhielt er einen Beraterposten in der Präsidialverwaltung.
Patruschew hat promoviert (Ph. D.), den Rang eines Armeegenerals und wurde mit mehreren – wie in russischer/sowjetischer Tradition üblich – Orden ausgezeichnet, unter anderem als Held der Russischen Föderation.

## Politische Positionen
Patruschew wird als „Hardliner“ in Fragen der russischen Außen- und Sicherheitspolitik beschrieben. Er betone Russlands „historische Mission“ als Gegenentwurf zum moralisch verkommenen Europa. Medien beschrieben seine Verschwörungsideen als Paranoia, wonach der Westen Russland spalten wolle, und betonten seinen großen Einfluss auf Präsident Putin. Im Herbst 2021 bezeichnete Patruschew die Ukrainer als „Nicht-Menschen“.
Noch Ende Januar 2022 bestritt er jede Kriegsabsicht Russlands als „komplette Absurdität“. Nach dem russischen Überfall auf die Ukraine Ende Februar 2022 veröffentlichte er im April ein Manifest in der Rossijskaja gaseta, das als Zusammenschau der radikalsten Forderungen aus der Gruppe der Silowiki an die politische Führung Russlands aufgefasst wurde. Darin beschuldigt er die Vereinigten Staaten und die Europäische Union, in der Ukraine eine „Ideologie des Neonazismus“ zu unterstützen.
Patruschew fordert die völlige Abkehr von der Marktwirtschaft in Russland und verwies zur Begründung auf angebliche „russische Besonderheiten“. Ziel sei die Schaffung einer speziellen russischen Wirtschaft mit strikter „Disziplin“, welche die „Bedürfnisse des Staates“ befriedige, was nach Einschätzung von Mark Galeotti einer permanenten Kriegswirtschaft ähnlich wie in der Zeit der Sowjetunion gleichkommt.
Nach dem abgebrochenen Aufstand der Gruppe Wagner in Russland durch den Oligarchen und Söldnerführer Jewgeni Prigoschin 2023 hatte Präsident Wladimir Putin in einer Fernsehansprache am 24. Juni die Meuterei als einen „Stich in den Rücken“ inmitten des andauernden russisch-ukrainischen Krieges bezeichnet und angekündigt, die Anführer des Aufstands als „Hochverräter“ zur Verantwortung zu ziehen. Daraufhin hat laut westlichen Geheimdiensten der Sicherheitsrat unter Führung von Patruschew Prigoschins Tötung durch den FSB angeordnet. Putin sei vorab über die Attentatspläne informiert worden und habe keine Einwände dagegen erhoben. Prigoschin und sein enger Vertrauter Dmitri Utkin kamen beim Absturz eines Privatflugzeugs am 23. August 2023 ums Leben.
Patruschew wird als engster Vertrauter Wladimir Putins im russischen Regierungsapparat wahrgenommen und soll von diesem zu seinem Stellvertreter für den Fall einer zeitweiligen Verhinderung der Amtsausübung erkoren worden sein. Er gilt als einer der aussichtsreichsten Kandidaten für eine mögliche Nachfolge Putins.

## Sanktionen
Am 25. Juli 2014 wurde er nach der völkerrechtswidrigen Annexion der Krim durch Russland auf die Sanktionsliste der Europäischen Union gesetzt. Ende Februar 2022 setzte die US-Regierung Patruschew auf mehrere Sanktionslisten und zwar auf die SDN-Liste, die NS-MBS-Liste und die CAPTA-Liste.

## Familie
Patruschews Frau, Jelena Nikolajewna Patruschewa (* 1955), arbeitete als Ultraschallärztin und war Angestellte der Wneschekonombank. 1993 gründete sie zusammen mit Boris Gryslow und anderen Klassenkameraden und Mitarbeitern ihres Mannes die Firma Borg LLP, die sich auf den Export von Altmetall spezialisiert hatte.
Sein ältester Sohn Dmitri Patruschew ist seit 18. Mai 2018 Landwirtschaftsminister der Russischen Föderation. Der Ökonom arbeitete zuvor im Ministerium für Transportwesen und im Außenministerium.
Sein jüngerer Sohn Andrei schloss 2003 die FSB-Akademie ab, wo er zusammen mit seinem Klassenkameraden Pawel Fradkow, dem Sohn von Michail Fradkow, Jura studierte, und arbeitete in Führungspositionen bei Gazprom Neft.